# 吉多萊
吉多萊（Gidole）是埃塞俄比亞南部南方各族州的小鎮，座標5°39′N 37°22′E / 5.650°N 37.367°E，海拔2,045米至2,650米。根據埃塞俄比亞中央統計局2005年的人口普查資料，吉多萊人口約14,799，其中男性7,107人，女性7,692人。